# František I. Francouzský
František I. Francouzský (francouzsky François Ier de France; 12. září 1494 – 31. března 1547), přezdívaný „Rytířský král“ (le Roi-Chevalier) a také označovaný jako „otec a obnovitel literatury“ (le père et le restaurateur des lettres), byl francouzským králem v letech 1515 až 1547.
Tento příslušník dynastie Valois je ve Francii považován za prvního renesančního monarchu. Doba jeho panování je známa překotným rozvojem kultury a umění, ale ovšem také neustálými válkami v Itálii a konflikty s Říší. Byl současníkem krále Jindřicha VIII. Anglického, římského císaře Karla V. (svých velkých politických soupeřů) a sultána Sulejmana I. (který byl naopak Františkovým spojencem).

## Život

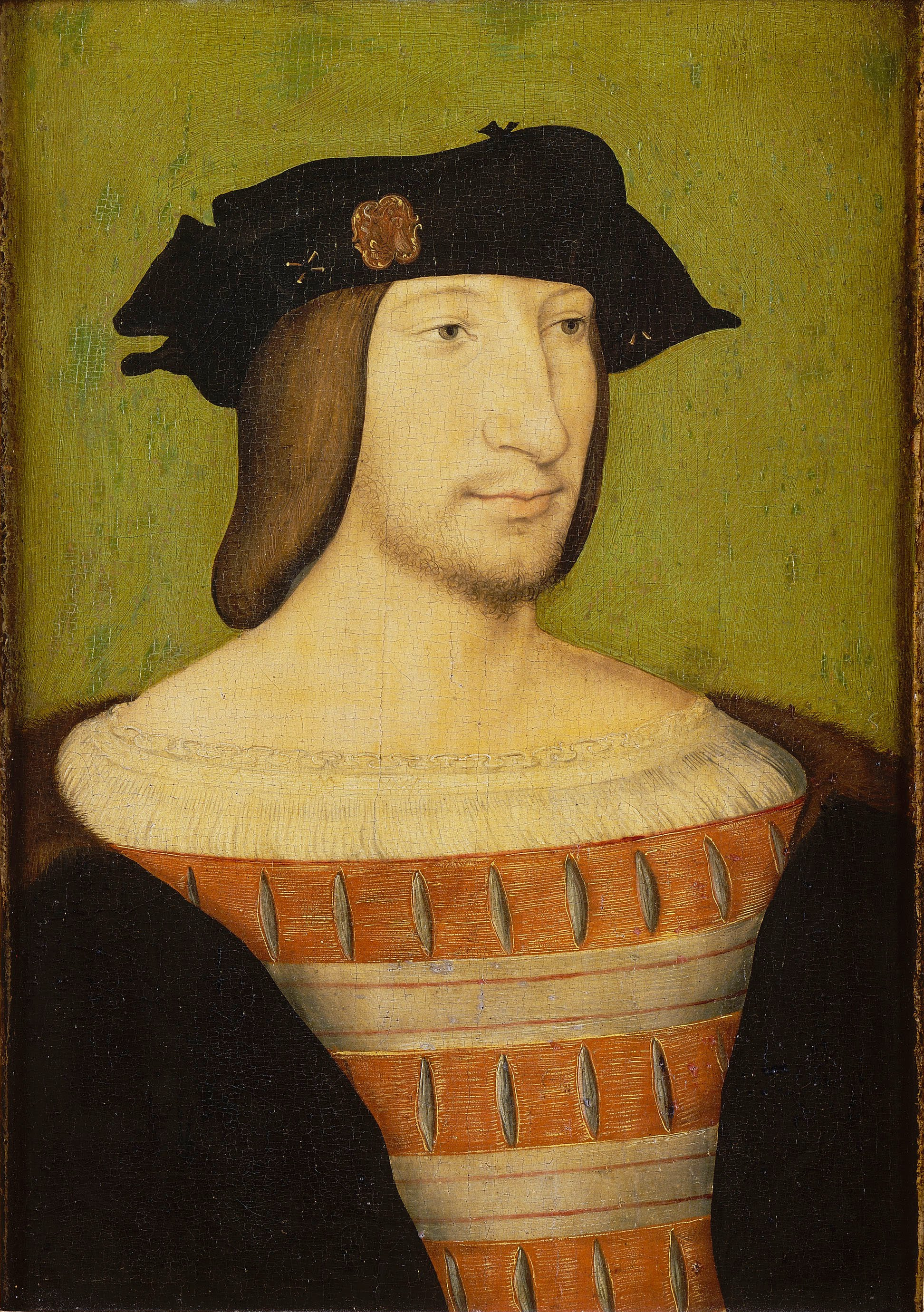
Portrét Františka I. z roku 1515

František I. se narodil na hradě Cognac v dnešním departementu Charente jako syn Karla z Angoulême (1459 – 1. ledna 1496), který byl bratrancem krále Ludvíka XII. Jeho matka byla Luisa Savojská (11. září 1476 – 22. září 1531).
Jeho první manželka byla Klaudie Francouzská, dcera Ludvíka XII. a Anny Bretaňské. Sňatek byl uzavřen 18. května 1514 a z manželství se narodilo sedm dětí. Po smrti Klaudie v roce 1524 pojal František za druhou manželku Eleonoru Habsburskou, kterou si vzal 7. srpna 1530. Neměl s ní žádné děti.
Kromě oficiálních manželek měl František I. i 2 titulární metresy (Maîtresse-en-titre) François de Foix, hraběnku de Châteaubriant a Annu de Pisseleu d'Heilly, vévodkyni d'Etampes a k nim celou řadu dalších občasných milenek či zcela náhodných „jednorázových“ milenek. S Jacquette de Lanssac měl syna Louise de Saint-Gelais (1513–1589), velvyslance u Svatého stolce. Románek s krásnou La Belle Ferronnière měl pro něj nepříjemné doživotní následky, protože se od ní nakazil syfilidou a ta bude nakonec i příčinou jeho smrti.

## Francouzský vládce

### Vnitřní politika
František I. byl králem Francie korunován v katedrále v Remeši v roce 1515 ve věku 21 let. Jeho vláda se od počátku podstatně lišila od vlády jeho dvou předchůdců, Karla VIII. a Ludvíka XII. Tito monarchové pokračovali ve stejném stylu chování i uvažování, které ovládalo francouzskou monarchii po celá staletí. Proto jsou považováni za poslední středověké francouzské monarchy, zatímco František I. položil pevné základy k francouzské renesanci.
Pevné kontakty mezi Francií a Itálií v dlouhé sérii válek za Karla VIII. a Ludvíka XII. přinesly do Francie nové myšlenky, které znatelně ovlivnily i mladého Františka. Mezi jeho dvorní učitele patřil Desmoulins, učitel latiny, a Christophe de Longeuil, vzdělanec v nových způsobech, kteří se snažili mladému Františkovi vštípit do hlavy ty nejnovější myšlenky a nový styl chování. Také Františkova matka projevovala veliký zájem o renesanční umění, který se později přenesl i na jejího milovaného syna. Objevují se názory, že mladý František získal humanistické vzdělání; většina jeho učitelů však nebyla zasažena novým stylem – renesancí. Jiní vědci ale dodávají, že František získal vzdělání mnohem více ovlivněné humanismem, než kterýkoli předchozí král Francie.

### Války

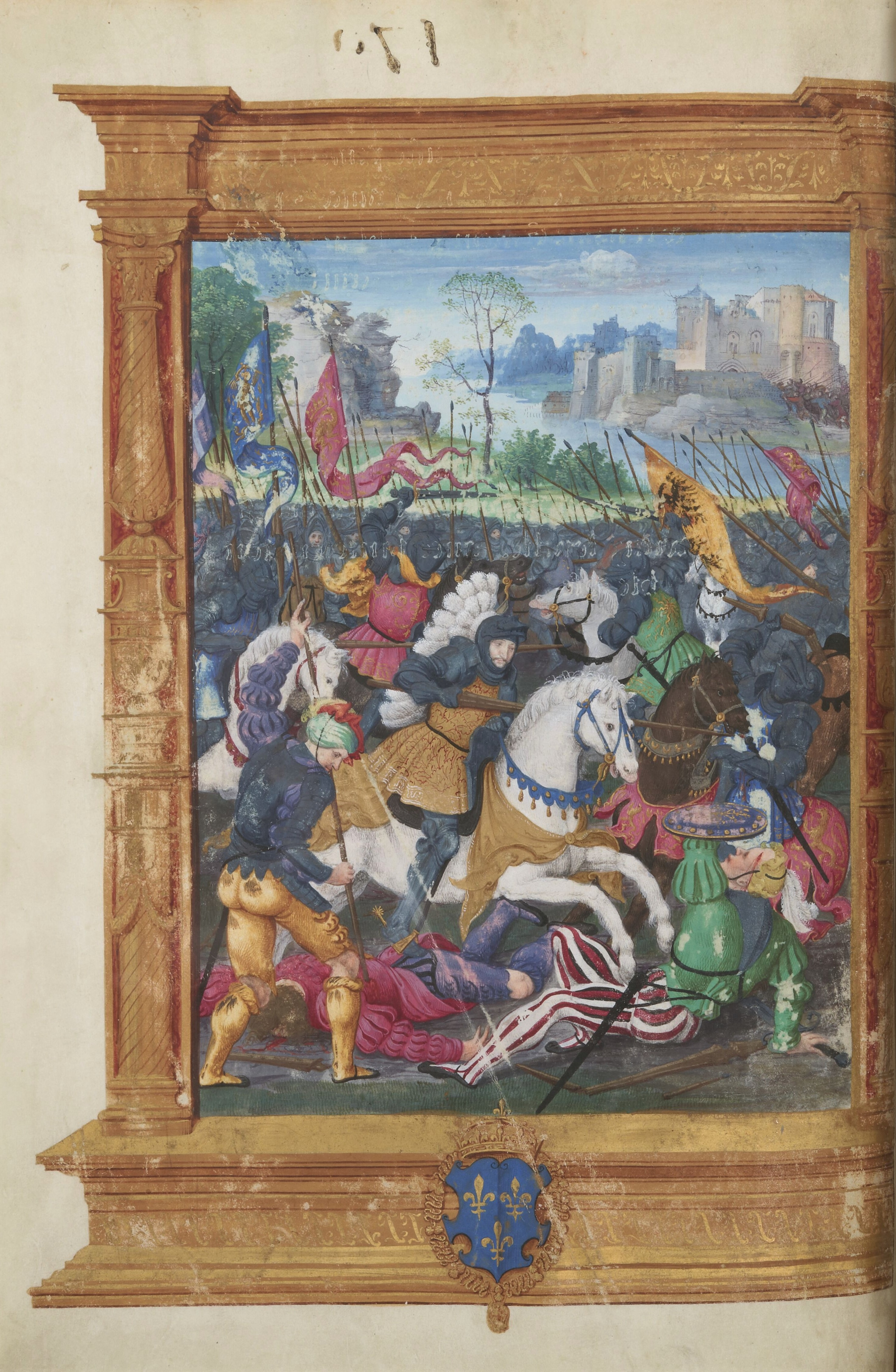
František I. ve válce u Marignana

Františkovo panování nesklidilo po vojenské stránce příliš mnoho úspěchů. Během několika let propadl nezkrotitelné touze stát se římským císařem, kvůli čemuž vedl několik krutých válek v Itálii.
V bitvě u Marignana v roce 1515 zvítězil nad Švýcary, což mu umožnilo pokračovat ve vojenském tažení směrem k Milánu. V roce 1516 podepsal s papežem Bolognský konkordát, který zaručil francouzským králům právo jmenovat církevní hodnostáře ve Francii (galikanismus).
Prodělal však i několik zdrcujících porážek, např. v bitvě u Pavie (1525), kde byl dokonce zajat římským císařem Karlem V. Hercolani zranil jeho koně a František byl zajat Španěly Juanem de Urbietem, Diegem Dávilem a Alfonsem Pitem. František musel ze žaláře vydávat ústupné rozkazy svému vojsku. Po svém propuštění a návratu do Francie František prohlásil, že jeho dohoda s Karlem V. byla vynucena ve vazbě a je tedy neplatná.

### Reformy a diplomacie
Na svém zámku ve Villers-Cotterêts v Aisneu podepsal František I. v roce 1539 edikt, kterým učinil francouzštinu administrativním jazykem místo latiny. Stejný královský výnos vyžadoval, mimo jiné, i přítomnost kněze při narození dítěte, při uzavření manželství nebo při úmrtí. Král František založil také matriky v každé farnosti. Tento edikt patřil mezi první svého druhu a způsobil velký rozruch v Evropě.
Důležitou událostí v celé evropské historii byla Františkova dohoda s osmanskými Turky. Františkovi se dokonce podařilo spojit dvě síly – francouzskou a tureckou – proti Karlovi V., na kterého měl František stále zlost. V roce 1543 se tyto síly dokonce spojily při námořním útoku na Nice.

### Hospodářská politika
František I. byl pro Francii po umělecké stránce doslova „klenotem“. Po ekonomické stránce svou zemi ale totálně zruinoval. Jeho velkolepé paláce a několik delších válek byly pro zemi tak nákladné, že už v posledních letech své vlády měl co dělat, aby se jeho země ekonomicky nezhroutila.
Aby František finančně zachránil svou zemi, začal extrémně zvyšovat daně, čímž si získal antipatie chudých občanů Francie: daně rolníků se více než zdvojnásobily, zatímco gabella (daň ze soli) se více než ztrojnásobila. František se také snažil objevit nové způsoby, jak zvýšit příjmy. Začal prodávat cenné korunovační klenoty, začal „okrádat“ ostatní země a prodával i vybavení ze svých zámků. Začal zkrátka obchodovat se vším, co se dalo prodat. Naštěstí v této době nerozprodal nejvzácnější umělecká díla ze svých sbírek.

### Politika vůči Novému světu
Jako král v roce 1524 finančně pomohl občanům Lyonu k expedici Giovanniho da Verrazana do Severní Ameriky; při této expedici Verrazano prohlásil Newfoundland za součást francouzské Koruny.
V roce 1534 finančně zabezpečil plavbu Jacquese Cartiera, který měl prozkoumat Řeku svatého Vavřince v Québecu, s posláním objevit certaines îles et pays où l'on dit qu'il se doit trouver grande quantité d'or et autres riches choses („jisté ostrovy a země, kde se podle pověstí udává, že tam musí být velké množství zlata a jiného bohatství“). V roce 1541 poslal František Jean-Françoise de la Roque de Robervala do Kanady, s úkolem usadit se tam a rozšiřovat „svatou katolickou víru“.

## Podporovatel umění

### Výtvarné umění
V době, kdy František usedl na trůn, v roce 1515, se renesance pomalu, ale jistě prosazovala v oblasti kultury vlády a František byl jejím důležitým zastáncem. Stal se i hlavním francouzským patronem umění, poskytl finanční podporu mnohým z největších umělců své doby a povzbudil je k tomu, aby navštívili Francii. Někteří z těchto umělců pro něj pracovali, například i takoví velikáni jako Andrea del Sarto nebo Leonardo da Vinci, kterého František dlouhé měsíce přesvědčoval, aby opustil Itálii a přestěhoval se do Francie. Zatímco Leonardo da Vinci namaloval za svého pobytu ve Francii jen několik méně významných obrazů, přinesl s sebou z Itálie řadu svých špičkových děl, jako byla např. Mona Lisa, jež zůstala ve Francii i po jeho smrti.
Mezi další umělce, které František zaměstnával, patřil např. i zlatník Benvenuto Cellini a malíř Rosso a Primaticcio, jimž dával za úkol zdobit jeho luxusní paláce. Musíme však zmínit i Michelangela, Tiziana a Raffaela, které nechal pozvat do Francie. František I. se pokusil převézt do Francie i da Vinciho obraz Poslední večeře, tento pokus se však nepodařilo prakticky zrealizovat. Za jeho vlády byly královské paláce vyzdobeny obrovským množstvím obrazů a soch od těch největších velikánů doby. Tím vytvořil obrovskou sbírku umění, která patří dodnes mezi největší na světě.

### Architektura
František I. byl také vášnivým stavitelem. Do nových fascinujících architektonických děl investoval obrovské množství peněz z královské pokladny. Dokončil zámek Amboise, který rozestavěli už jeho předkové a odstartoval kompletní renovaci zámku Blois. Brzy poté se rozhodl vybudovat velkolepý a jedinečný zámek Chambord, který byl zřejmě inspirovaný italskou renesancí, a možná i navržený Leonardem.
Kompletně také zrenovoval zahrady Louvru, kde bývalé středověké pevnosti přebudoval v renesančním stylu. Financoval stavbu nové pařížské radnice, postavil zámek Madrid a přestavěl zámek Saint-Germain-en-Laye. Nejvíce je Františkův vliv patrný na přestavbě zámku Fontainebleau, který celkově zrekonstruoval a který se stal oblíbeným bydlištěm jak Františka, tak později i jeho titulární milenky, Anne de Pisseleu d'Heilly, vévodkyně z Etampes. Každý z objektů, buď vystavěný či zrekonstruovaný Františkem I., byl zdoben působivými dekoracemi jak ve vnitřním zařízení, tak na fasádě a před objektem. Důkazem toho je i to, že na svém zámku Fontainebleau měl na nádvoří fontánu, kde teklo víno smíchané s vodou.

### Spisovatel a básník
František I. byl sám proslulým spisovatelem a skvělým básníkem. I jeho básně a spisovatelská tvorba měly velkou zásluhu na rozvoji francouzské kultury v 16. století.

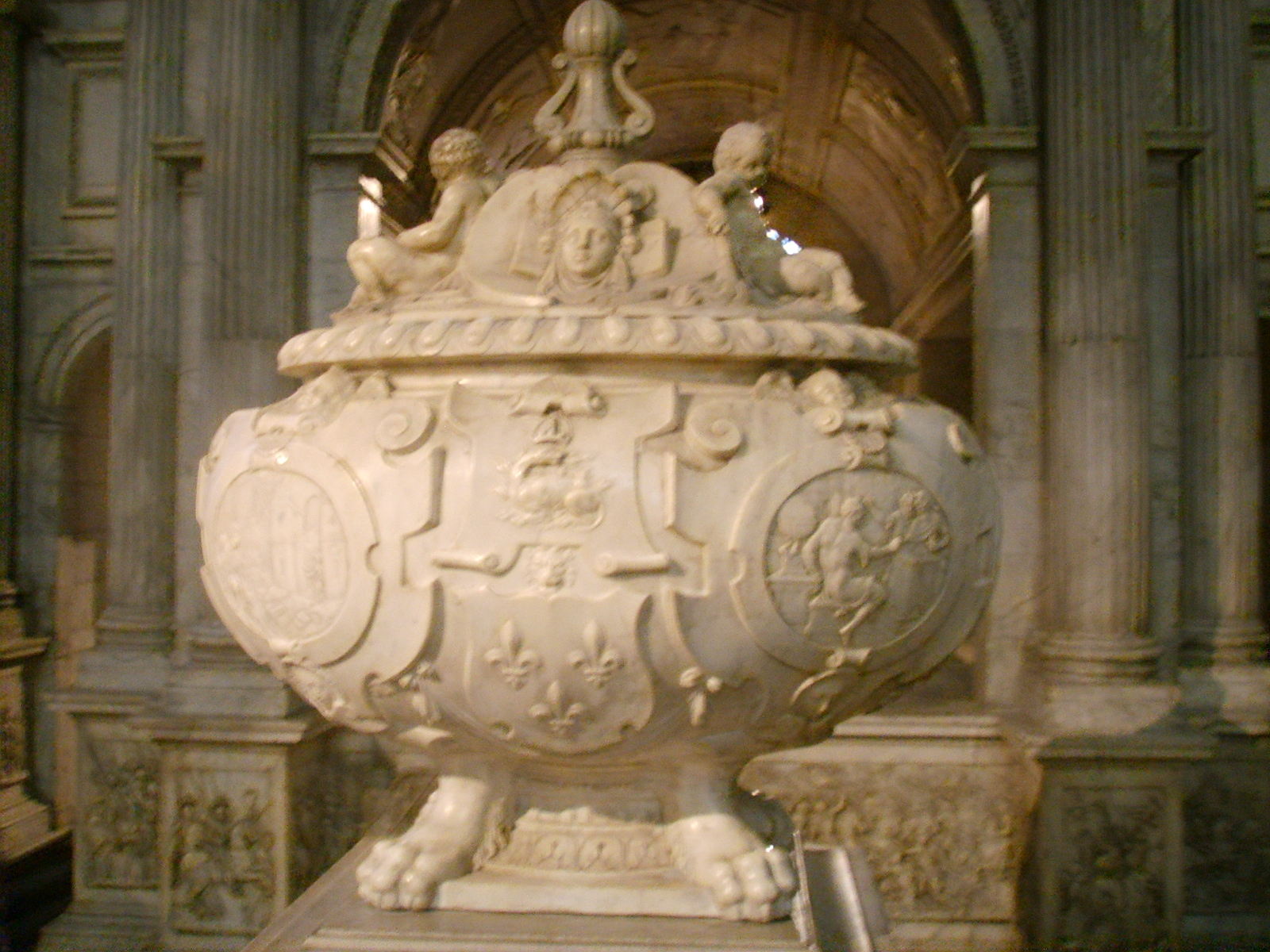
Hrob Františka I. v bazilice svatého Denise

František si dal také za úkol zlepšovat a rozšiřovat královskou knihovnu, což se mu podařilo až neuvěřitelným způsobem. Jmenoval velkého francouzského humanistu Guillaume Budého jako hlavního knihovníka a začal aktivně rozšiřovat knihovní sbírku, jejíž některé kusy byly starší několika desítek let. Zaměstnal také veliké množství lidí, kteří měli za úkol hledat vzácné knihy a rukopisy, ale i on sám se dal do aktivního pátrání po uměleckých dílech a výtiscích knih. Za jeho vlády se knihovna rozrostla až neuvěřitelným způsobem a objevila se v ní celá řada prestižních rukopisů a knih, které za celá léta hledání nalezl. František však knihy nejen sbíral, ale i bedlivě pročítal. V královské knihově trávil i hodně času. Svou důležitost a oblíbenost si upevnil i tehdy, kdy knihovnu zpřístupnil učencům z celého světa, s cílem usnadnit získávání nejrůznějších informací.

## Konec života
František I. zemřel na svém zámku Rambouillet a je pohřben po boku své první manželky, Klaudie Francouzské, vévodkyně z Bretaně, v bazilice Saint-Denis. Na trůnu ho vystřídal jeho syn Jindřich II.

## Manželství a potomstvo
Se svou první ženou Klaudií Francouzskou (13. října 1499 – 20. července 1524), s níž se oženil 18. května 1514, měl František následující děti:
- Louisa (19. srpen 1515 – 21. září 1517)
- Šarlota (23. říjen 1516 – 8. září 1524)
- František (28. únor 1518 – 10. srpen 1536), bretaňský vévoda a dauphin z Viennois, svobodný a bezdětný, byl otráven
- Jindřich (31. březen 1519 – 10. červenec 1559), francouzský král od roku 1547 až do své smrti, ⚭ 1533 Kateřina Medicejská (13. dubna 1519 – 5. ledna 1589)
- Magdalena (10. srpen 1520 – 2. červenec 1537), ⚭ 1537 Jakub V. Skotský (10. dubna 1512 – 14. prosince 1542), král skotský od roku 1513 až do své smrti
- Karel (22. leden 1522 – 9. září 1545), vévoda z Angoulême, Orléansu a Châtelleraultu, hrabě z Clermont-en-Beauvaisis a la Marche, svobodný a bezdětný
- Markéta (5. červen 1523 – 14. září 1574), vévodkyně z Berry, ⚭ 1559 Emanuel Filibert Savojský (8. července 1528 – 30. srpna 1580), vévoda savojský, místodržící habsburského Nizozemí
- Filip (*/† 1524)

Se svou druhou ženou, Eleonorou Habsburskou (15. listopadu 1498 – 25. února 1558), kterou si vzal 7. srpna 1530, neměl František žádné děti.

## Vývod z předků
|                          |                     |  |                        |                                        |  |  |  |  |  |  |  | Karel V. Francouzský |
|                          |                     |  |                        |                                        |  |  |  |  |  |  |  |                      |
|                          | Ludvík z Valois     |  |                        |                                        |  |  |  |  |  |  |  |                      |
|                          |                     |  |                        |                                        |  |  |  |  |  |  |  |                      |
|                          |                     |  |                        | Johana Bourbonská                      |  |  |  |  |  |  |  |                      |
|                          |                     |  |                        |                                        |  |  |  |  |  |  |  |                      |
|                          | Jan Orleánský       |  |                        |                                        |  |  |  |  |  |  |  |                      |
|                          |                     |  |                        |                                        |  |  |  |  |  |  |  |                      |
|                          |                     |  |                        | Gian Galeazzo Visconti                 |  |  |  |  |  |  |  |                      |
|                          |                     |  |                        |                                        |  |  |  |  |  |  |  |                      |
|                          | Valentina Visconti  |  |                        |                                        |  |  |  |  |  |  |  |                      |
|                          |                     |  |                        |                                        |  |  |  |  |  |  |  |                      |
|                          |                     |  |                        | Izabela Francouzská                    |  |  |  |  |  |  |  |                      |
|                          |                     |  |                        |                                        |  |  |  |  |  |  |  |                      |
|                          | Karel z Angoulême   |  |                        |                                        |  |  |  |  |  |  |  |                      |
|                          |                     |  |                        |                                        |  |  |  |  |  |  |  |                      |
|                          |                     |  |                        | Alan VIII. de Rohan                    |  |  |  |  |  |  |  |                      |
|                          |                     |  |                        |                                        |  |  |  |  |  |  |  |                      |
|                          | Alan IX. de Rohan   |  |                        |                                        |  |  |  |  |  |  |  |                      |
|                          |                     |  |                        |                                        |  |  |  |  |  |  |  |                      |
|                          |                     |  |                        | Béatrix de Clisson Comtesse de Porhoet |  |  |  |  |  |  |  |                      |
|                          |                     |  |                        |                                        |  |  |  |  |  |  |  |                      |
|                          | Marguerite de Rohan |  |                        |                                        |  |  |  |  |  |  |  |                      |
|                          |                     |  |                        |                                        |  |  |  |  |  |  |  |                      |
|                          |                     |  |                        | Jan IV. Bretaňský                      |  |  |  |  |  |  |  |                      |
|                          |                     |  |                        |                                        |  |  |  |  |  |  |  |                      |
|                          | Markéta Bretaňská   |  |                        |                                        |  |  |  |  |  |  |  |                      |
|                          |                     |  |                        |                                        |  |  |  |  |  |  |  |                      |
|                          |                     |  |                        | Jana Navarrská                         |  |  |  |  |  |  |  |                      |
|                          |                     |  |                        |                                        |  |  |  |  |  |  |  |                      |
| František I. Francouzský |                     |  |                        |                                        |  |  |  |  |  |  |  |                      |
|                          |                     |  |                        |                                        |  |  |  |  |  |  |  |                      |
|                          |                     |  | Amadeus VIII. Savojský |                                        |  |  |  |  |  |  |  |                      |
|                          |                     |  |                        |                                        |  |  |  |  |  |  |  |                      |
|                          | Ludvík Savojský     |  |                        |                                        |  |  |  |  |  |  |  |                      |
|                          |                     |  |                        |                                        |  |  |  |  |  |  |  |                      |
|                          |                     |  |                        | Marie Burgundská                       |  |  |  |  |  |  |  |                      |
|                          |                     |  |                        |                                        |  |  |  |  |  |  |  |                      |
|                          | Filip II. Savojský  |  |                        |                                        |  |  |  |  |  |  |  |                      |
|                          |                     |  |                        |                                        |  |  |  |  |  |  |  |                      |
|                          |                     |  |                        | Janus Kyperský                         |  |  |  |  |  |  |  |                      |
|                          |                     |  |                        |                                        |  |  |  |  |  |  |  |                      |
|                          | Anna Kyperská       |  |                        |                                        |  |  |  |  |  |  |  |                      |
|                          |                     |  |                        |                                        |  |  |  |  |  |  |  |                      |
|                          |                     |  |                        | Šarlota Bourbonská                     |  |  |  |  |  |  |  |                      |
|                          |                     |  |                        |                                        |  |  |  |  |  |  |  |                      |
|                          | Luisa Savojská      |  |                        |                                        |  |  |  |  |  |  |  |                      |
|                          |                     |  |                        |                                        |  |  |  |  |  |  |  |                      |
|                          |                     |  |                        | Jan I. Bourbonský                      |  |  |  |  |  |  |  |                      |
|                          |                     |  |                        |                                        |  |  |  |  |  |  |  |                      |
|                          | Karel I. Bourbonský |  |                        |                                        |  |  |  |  |  |  |  |                      |
|                          |                     |  |                        |                                        |  |  |  |  |  |  |  |                      |
|                          |                     |  |                        | Marie z Berry                          |  |  |  |  |  |  |  |                      |
|                          |                     |  |                        |                                        |  |  |  |  |  |  |  |                      |
|                          | Markéta Bourbonská  |  |                        |                                        |  |  |  |  |  |  |  |                      |
|                          |                     |  |                        |                                        |  |  |  |  |  |  |  |                      |
|                          |                     |  |                        | Jan I. Burgundský                      |  |  |  |  |  |  |  |                      |
|                          |                     |  |                        |                                        |  |  |  |  |  |  |  |                      |
|                          | Anežka Burgundská   |  |                        |                                        |  |  |  |  |  |  |  |                      |
|                          |                     |  |                        |                                        |  |  |  |  |  |  |  |                      |
|                          |                     |  |                        | Markéta Bavorská                       |  |  |  |  |  |  |  |                      |
|                          |                     |  |                        |                                        |  |  |  |  |  |  |  |                      |